# Sites mégalithiques des Hautes-Pyrénées
Dans le département des Hautes-Pyrénées, les sites mégalithiques  sont assez rares, ils se concentrent principalement dans les environs de Lourdes.

## Répartition géographique
| \| Tarbes Lourdes Bagnères-de-Bigorre Lannemezan \| Répartition géographique des mégalithes. · : dolmen - : menhir - : autre site mégalithique |
| Tarbes Lourdes Bagnères-de-Bigorre Lannemezan                                                                                                  |

## Inventaire
| Monument                                | Commune                          | Remarque                         | Protection       | Coordonnées | Illustration |
| --------------------------------------- | -------------------------------- | -------------------------------- | ---------------- | --- | ------------ |
| Dolmen et menhir de Coustelat de Bedoub | Ancizan                          |                                  |                  | 42° 55′ 55″ N, 0° 14′ 40″ E 42° 56′ 01″ N, 0° 14′ 48″ E |              |
| Dolmen et menhir de la Gaoube           | Ancizan                          |                                  |                  | 42° 55′ 51″ N, 0° 15′ 05″ E 42° 56′ 14″ N, 0° 16′ 07″ E |              |
| Dolmen de Saux                          | Aragnouet                        |                                  |                  | 42° 45′ 01″ N, 0° 11′ 29″ E |              |
| Menhir de Bayle                         | Arras-en-Lavedan                 |                                  |                  | 43° 00′ 09″ N, 0° 07′ 59″ O |              |
| Tumulus-dolmen de Marque Dessus         | Azereix                          |                                  |                  | |              |
| Dolmen du Pouey Mayou                   | Bartrès                          |                                  | Classé MH (1889) | 43° 09′ 22″ N, 0° 03′ 58″ O |              |
| Menhir de Peyre Hicade                  | Bartrès                          |                                  |                  | 43° 08′ 09″ N, 0° 03′ 21″ O |              |
| Tumulus de la Halliade                  | Bartrès                          | ruiné                            | Classé MH (1977) | 43° 08′ 52″ N, 0° 03′ 42″ O |              |
| Dolmens et menhir d'Ourec               | Beaucens                         | 5 dolmens, 1 menhir              |                  | 42° 57′ 05″ N, 0° 02′ 51″ E 42° 57′ 09″ N, 0° 02′ 43″ E 42° 57′ 11″ N, 0° 02′ 45″ E 42° 56′ 52″ N, 0° 02′ 50″ E 42° 56′ 51″ N, 0° 02′ 50″ E 42° 56′ 51″ N, 0° 03′ 09″ E |              |
| Dolmen de Bize                          | Bize                             |                                  | Classé MH (1900) | 43° 02′ 36″ N, 0° 26′ 40″ E |              |
| Dolmen d'Affron                         | Cauterets                        |                                  |                  | 42° 48′ 59″ N, 0° 11′ 33″ O |              |
| Menhir de Peyre Hicade                  | Cazaux-Fréchet-Anéran-Camors     |                                  |                  | 42° 50′ 14″ N, 0° 27′ 17″ E |              |
| Dolmen et menhir d'Aspé                 | Gavarnie-Gèdre (Hautes-Pyrénées) |                                  |                  | 42° 46′ 08″ N, 0° 03′ 28″ O 42° 46′ 04″ N, 0° 03′ 05″ O |              |
| Menhir de Hount Heredo                  | Gavarnie-Gèdre (Hautes-Pyrénées) |                                  |                  | 42° 46′ 26″ N, 0° 00′ 56″ O |              |
| Menhir de Trespouy                      | Gez                              | autre nom Caillou de la sorcière |                  | 43° 00′ 24″ N, 0° 06′ 41″ O |              |
| Menhir de Lézignan                      | Lézignan                         |                                  |                  | 43° 06′ 35″ N, 0° 00′ 30″ O |              |
| Dolmen de Peyre Dusets                  | Loubajac                         |                                  |                  | 43° 07′ 57″ N, 0° 06′ 10″ O |              |
| Menhir d'Armenteule                     | Loudenvielle                     |                                  |                  | 42° 48′ 59″ N, 0° 24′ 45″ E |              |
| Menhir de Peyrasse                      | Poueyferré                       |                                  |                  | 43° 07′ 31″ N, 0° 05′ 53″ O |              |
| Menhir de Cap de la Serre               | Ségus                            |                                  |                  | 43° 04′ 09″ N, 0° 05′ 29″ O |              |